# Куларин
Куларин — алкалоид изохинолинового ряда. Был выделен из растений Corydalis claviculata L. (род Хохлатка), Dicentra cucullaria, Dicentra eximia, Dicentra formosa, Dicentra oregana (род Дицентра).
При нормальных условиях представляет собой твёрдое вещество (плотные белые кристаллы) с температурой плавления 115 °C, растворы в метаноле имеют оптическую активность [α]D = +285°. Являясь третичным основанием, куларин с кислотами даёт устойчивые кристаллические соли: хлоргидрат (Тпл = 115 °C), пикрат (Тпл = 167 °C), оксалат (Тпл = 245 °C).